# Ignalina landskommun
Ignalina landskommun är en kommun i nordöstra Litauen i Utena län. Kommunens centralort är Ignalina. Den natursköna Aukštaitija nationalpark ligger i kommunen, liksom det nedstängda kärnkraftverket Ignalina kärnkraftverk i staden Visaginas 45 km nordöst om staden Ignalina.